# Верхулька
Верхулька — река в России, протекает по Петушинскому району Владимирской области. Устье реки находится в 433 км по правому берегу реки Клязьма. Река протекает на северо-восток вдоль границы с Московской областью. Длина реки составляет 9,1 км, площадь водосборного бассейна — 57,9 км².
На левом берегу Верхульки стоит село Марково Нагорного сельского поселения.

## Данные водного реестра
По данным государственного водного реестра России относится к Окскому бассейновому округу, водохозяйственный участок реки — Клязьма от города Орехово-Зуево до города Владимир, речной подбассейн реки — бассейны притоков Оки от Мокши до впадения в Волгу. Речной бассейн реки — Ока.
Код объекта в государственном водном реестре — 09010300712110000031740.